# Carlos Calderón de la Barca
Carlos Calderón, teljes nevén Carlos Calderón de la Barca (Mexikóváros, 1934. október 2. – 2012 szeptembere) mexikói válogatott labdarúgó, csatár.

## Pályafutása
Calderón pályafutásáról nem sok információ áll rendelkezésre, az egyetlen biztos dolog, hogy játszott az Atlante csapatában.
A válogatottal részt vett az 1958-as világbajnokságon. A nemzeti csapatban nyolc meccse van, melyeken három gólt szerzett.